# سيسيل بولتون
سيسيل بولتون (بالإنجليزية: Cecil Bolton)‏ هو لاعب كرة قاعدة أمريكي، ولد في 13 فبراير 1904 في بونفيل في الولايات المتحدة، وتوفي في 25 أغسطس 1993 في جاكسون في الولايات المتحدة.